# Juraj Dobrila Pólai Egyetem
A Juraj Dobrila Pólai Egyetem (horvátul: Sveučilište Jurja Dobrile u Puli) horvát egyetem, amelynek központja Pólában található. Az intézménynek öt kara van.

## Rektorok
1. Marčelo Dujanić (2006-2009)
2. Robert Matijašić (2009-2013)
3. Alfio Barbieri (2013–)

## Szervezet
- Közgazdasági és Idegenforgalmi "Dr. Mijo Mirković"
- Bölcsészettudományi Kar
- Műszaki Informatikai Kar
- Zeneművészeti Kar
- Osztály Tanulmányok az olasz nyelv
- Tanárképző Tanszék

## Lásd még
- Póla
- Juraj Dobrila